# Æon Group
Pour les articles homonymes, voir Aeon.
 (avril 2021).
ÆON Group (ou AEON Group, イオングループ) est un groupe de grande distribution et de services financiers japonais dont le siège social est situé à Chiba.

## ÆON Group et les enseignes de distribution françaises

### Bio C'Bon
Le groupe a créé une coentreprise avec Bio C'Bon pour ouvrir des magasins.
En mai 2018, Bio C'Bon et  Æon Group annoncent un plan d'ouvertures.
Le 11 décembre 2018, Bio C'Bon et Æon Group annoncent que le géant japonais de la distribution rentre dans le capital de Bio C'Bon à hauteur de 20% en complément de la coentreprise créée pour exploiter les magasins au Japon. AEon va désormais soutenir le développement de l'enseigne en France  aux côtés de Marne & Finance.

### Picard
Le groupe est partenaire de l'enseigne Picard (8 magasins ouverts au Japon).

### Groupe Carrefour
En 2008, le groupe rachète les activités Carrefour au Japon.

## Direction
La firme est gérée par un membre de la famille de Motoya Okada.